# Klaus Müller-Ott
Klaus Müller-Ott (* 24. Januar 1953 in Bad Oldesloe) ist ein deutscher Allgemein- und Sportmediziner sowie Sportfunktionär.

## Werdegang
Nach seinem Medizinstudium an der Christian-Albrechts-Universität zu Kiel war Klaus Müller-Ott zunächst am Kreiskrankenhaus Eutin, am Kreiskrankenhaus Bad Segeberg sowie an der Universitätsklinik Kiel als Assistenzarzt tätig, bevor er erfolgreich seine Prüfung zum Facharzt für Allgemeinmedizin ablegte. Am 1. April 1984 eröffnete Müller-Ott eine Allgemeinarzt-Praxis in Bornhöved. Zusätzlich ist er als Lehrbeauftragter an der Universität Kiel sowie bei der Ärztekammer Schleswig-Holstein als Prüfer für Allgemeinmedizin tätig.
Sportlich widmete sich Müller-Ott zunächst aktiv den Ausdauersportarten beim heimischen TSV Quellenhaupt Bornhöved, spielte Fußball und Tennis, ehe er 1987 von seinem Bruder zum Triathlon gebracht wurde. Er nahm mit ihm an einem der ersten Triathlon-Wettkämpfe in Schleswig-Holstein teil, dem Hofsee-Triathlon in Lübeck. Ende der 1990er-Jahre wurde Müller-Ott zunächst zum schleswig-holsteinischen Landesverbandsvorsitzenden, dann zum Vizepräsidenten der Deutschen Triathlon Union (DTU) gewählt und 2001 schließlich Nachfolger von Präsident Martin Engelhardt.
Müller-Ott zählte zu den Wegbereitern des Hamburg Triathlon, der sich zu einer der weltweit größten Triathlonveranstaltungen entwickelte, wie auch einer Triathlon-Akademie in Bad Segeberg. Als DTU-Präsident gelang es ihm, die jahrelangen gerichtlichen Streitigkeiten mit dem Weltverband ITU und dessen kanadischem Präsident Les McDonald beizulegen. Dies führte im Dezember 2004 auch zu Müller-Otts Wahl in den ITU-Vorstand und zum Erfolg in der Bewerbung Hamburgs um die Triathlonweltmeisterschaft 2007.
Bereits bei seinem Amtsantritt als DTU-Präsident gab Müller-Ott als Ziel aus, den Triathlon in die Städte zu bringen. Ein erster Versuch, das Vorbild Hamburg nach Düsseldorf zu bringen, scheiterte aber 2003. Zweite Station eines „City-Man“ wurde damit 2004 Leipzig als dritte Bewerberstadt für die Olympischen Spiele 2012. 2004 gründete Müller-Ott hierzu die Triathlon Event GmbH als Tochterunternehmen der DTU, bei der er als einer von drei Geschäftsführern fungierte.
Ende 2005 eskalierte ein Konflikt mit dem Veranstalter des Ironman Germany, den Müller-Ott beilegen konnte, indem er letzteren mit in die Deutsche Triathlon Stiftung mit einband.
Im Dezember 2007 verkündete Müller-Ott den Beschluss des DTU-Präsidiums, die DTU-Geschäftsstelle von Frankfurt am Main nach Hamburg zu verlegen.
Dieser Beschluss führte zu massiver Gegenwehr seitens der Landesverbände und auf einem außerordentlichen Verbandstag wurde Müller-Ott daraufhin abgewählt.
Zwar einigte sich Müller-Ott auf einem Krisengipfel mit Thomas Bach und Michael Vesper sowie seinem Nachfolger Rainer Düro darauf, die internationalen Ämter weiter auszuüben, trat dann aber doch wenige Tage später von diesen zurück.
Einige Monate später ergab eine Kassenprüfung ungeklärte Spesenabrechnungen Müller-Otts in sechsstelliger Höhe, woraufhin die DTU Strafanzeige wegen Untreue sowie Insolvenzverschleppung bezüglich der Triathlon Event GmbH gegen Müller-Ott stellte.
Es dauerte über fünf Jahre, bis das Strafverfahren letztlich eingestellt wurde und „der Gesprächsfaden … wieder aufgenommen“ wurde.
2009 kam es sogar zum Rechtsstreit zwischen den beiden ehemaligen DTU-Vorsitzenden: Von Martin Engelhardt war ein Gedächtnisprotokoll erschienen, wonach Müller-Ott ihm von konkreten Doping-Verdachtsmomenten berichtet habe – was Müller-Ott mit einer eidesstattlichen Erklärung bestritt.
In die Amtszeit Müller-Otts als DTU-Präsident fielen mehrere Doping-Fällen im Triathlon wie z. B. Nina Kraft, Jürgen Zäck und andere, aber auch die erfolgreiche Installation eines Anti-Doping-Systems, welches Triathlon zu einer der Sportarten mit der höchsten Kontrolldichte in Deutschland machte.
Klaus Müller-Ott ist Vater von vier Töchtern und seine Tochter Lisa Müller-Ott gehörte zeitweise dem C-Kader der DTU an.

## Veröffentlichungen
- Klaus Müller-Ott: Über den Einfluss von Furosemid, Bumetanid und Piretanid auf den Elektrolyttransport im Verdünnungssegment, Mikropunktionsuntersuchungen am dicken aufsteigenden Schenkel der Henle'schen Schleife der Rattenniere. 1981.